# Amtsgericht Aldenhoven

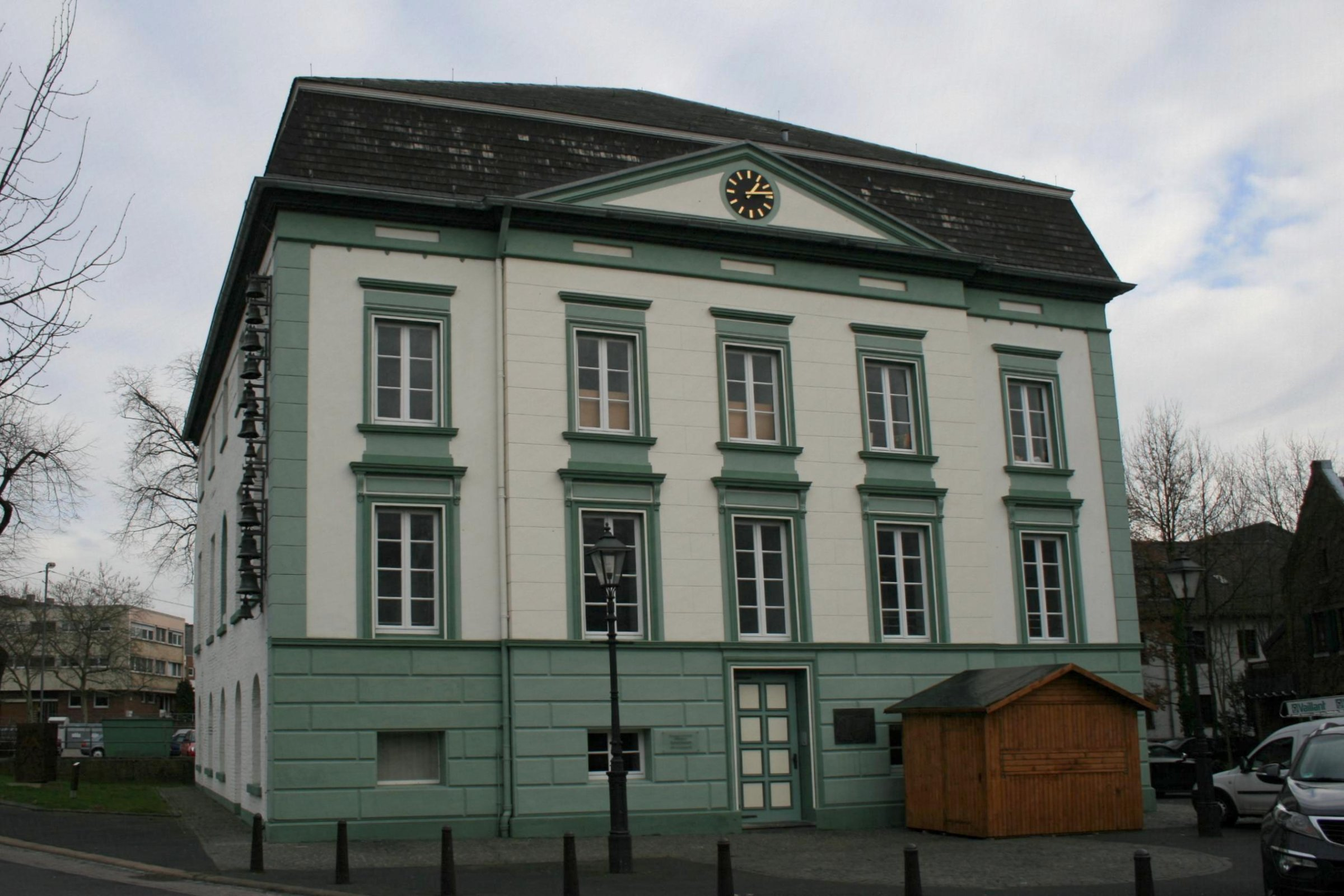
Amtsgerichtsgebäude, heute Ludwig-Gall-Haus

Das Amtsgericht Aldenhoven war ein preußisches Amtsgericht mit Sitz in Aldenhoven.

## Geschichte
Schon im späten Mittelalter besaß Aldenhoven neben Marktrechten eine eigene Gerichtsbarkeit, Finanzhoheit und Mannkammer. Bis 1879 bestand das Friedensgericht Aldenhoven.
Das königlich preußische Amtsgericht Aldenhoven wurde mit Wirkung zum 1. Oktober 1879 als eines von 16 Amtsgerichten im Bezirk des Landgerichtes Aachen im Bezirk des Oberlandesgerichtes Köln gebildet. Der Sitz des Gerichts war Aldenhoven. Sein Gerichtsbezirk umfasste aus dem Kreis Jülich die Bürgermeistereien Aldenhoven, Barmen, Coslar, Dürwiß, Edern, Freialdenhoven, Inden, Kirchberg, Linnich, Rördorf, Siersdorf und Welz. Am Gericht bestand 1880 eine Richterstelle. Das Amtsgericht war damit ein kleines Amtsgericht im Landgerichtsbezirk. Gerichtstage wurden in Linnich gehalten.
In Folge der Weltwirtschaftskrise wurden 60 Amtsgerichte auf Grund von Sparverordnungen aufgehoben. Mit der Verordnung über die Aufhebung von Amtsgerichten vom 30. Juli 1932 wurde das Amtsgericht Aldenhoven zum 30. September 1932 aufgehoben und sein Sprengel dem Amtsgericht Jülich zugeordnet.

## Amtsgerichtsgebäude
Das Amtsgericht nutzte die ehemalige St.-Peter-und-Pauls-Kapelle, heute Ludwig-Gall-Haus. Der dreigeschossige Backsteinbau aus dem frühen 19. Jahrhundert steht unter Denkmalschutz.